# 빌라바실리카
빌라바실리카(이탈리아어: Villa Basilica)는 이탈리아 토스카나주 루카도에 있는 코무네이며, 피렌체에서 북서쪽으로 50km, 루카에서 북동쪽 13km 거리에 있다.